# Moonshine (Young Gun Silver Fox)
Moonshine is een nummer van het Britse muziekduo Young Gun Silver Fox uit 2023.

## Achtergrondinformatie
"Moonshine" werd in 2006 al geschreven voor Andy Platts, de ene helft van Young Gun Silver Fox. Hij schreef het samen met Rod Temperton, die ook mede verantwoordelijk was voor Thriller en Rock with You van Michael Jackson, Give Me the Night van George Benson en Sweet Freedom van Michael McDonald. "Toen ik in 2005 mijn eerste publishing-contract tekende, maakte ik voor mijn uitgever een wenslijstje van mensen met wie ik graag wilde samenwerken. Zij stuurden een paar van mijn nummers naar Rod en die wilde wel iets proberen in de zomer van 2006. Toen schreven we Moonshine", aldus Platts.
Het nummer werd nergens een hit. In Nederland, waar Young Gun Silver Fox zeer populair is, werd het wel veel gedraaid door diverse radiostations. Ook bereikte het de eerste positie in de Verrukkelijke 15 van NPO Radio 2.

## Tracklijst
- Muziekdownload

1. "Moonshine" - 4:44

- 7"

1. "Moonshine" - 4:44
2. "Tip of the Flame" - 4:34